# 电子邮件免责声明
电子邮件免责声明（英語：Email disclaimer）是添加到电子邮件中、与邮件主体分开的免责声明、通知或警告。添加此类免责声明的原因包括确保保密、版权、合同订立、诽谤、歧视、骚扰、特权和病毒等问题。
据《经济学人》报道，长期以来人们已不再关注免责声明，声称其在法律上无法强制执行。根据该报道，一位律师得出结论称，尽管在美国许多已发表的法院意见中，电子邮件免责声明被认为具有相关性，但其法律效力仅限于特定情况。

## 电子邮件免责声明通常涉及的问题

### 保密
免责声明可能被用来降低将机密电子邮件转发给第三方收件人的风险。组织可以使用免责声明警告此类收件人他们未经授权，不得转发电子邮件。然而，这种警告的法律效力并不确定。

### 合同
免责声明可能声明电子邮件的内容不构成合同。但如果电子邮件的正文与此类声明相矛盾，免责声明可能被视作无效。在苏格兰外院审理的贝利庄园有限公司对杜邦（英国）有限公司的案件中，尽管相关电子邮件中有免责声明，邮件仍具备合同效力。

### 版权
电子邮件的再发布可能受版权法保护。免责声明可能指出电子邮件文本的著作权仍由发件人保留。

### 病毒
计算机病毒可能通过电子邮件传播。为了降低收件人可能会起诉受感染电子邮件发件人的风险，免责声明可能会指出感染病毒的可能性，并建议收件人自行扫描。免责声明可能会提供发件时对其扫描的详细信息，以便提供有关风险级别的指导。

## 免责声明的有效性
在美国，一些法院裁定，电子邮件免责声明在故意包含在电子邮件中时（通常出现在电子邮件文本之前或正文之后），可能具有法律效力。然而，似乎尚无法院裁定每封电子邮件中签名行下方的样板电子邮件免责声明的有效性。

## 字数和其他奖项
《登记册》在2001年进行的一项调查发现，瑞银华宝的免责声明最长，达到1,081个单词。电子邮件免责声明奖的其他奖项包括最难以理解的免责声明和最政治正确的免责声明。

## 備註
1. ↑  .   [2019-07-17] （英语）.
2. ↑  .   [2019-07-17]. （原始内容存档于2017-05-16） （英语）.
3. ↑  . 2011-04-07  [2019-07-17]. （原始内容存档于2019-07-17） （英语）.
4. ↑  . 2012-05-26  [2019-07-17]. （原始内容存档于2019-07-17） （英语）.
5. ↑   （英语）.
6. ↑  . （原始内容存档于2019-07-18） （英语）.
7. ↑  Jack Shafer. . 2004-06-01. （原始内容存档于2019-07-17） （英语）.
8. ↑  Lynda A. C. Macdonald. . LexisNexis UK. （原始内容存档于2019-01-23） （英语）.
9. ↑  . 2012-05-26. （原始内容存档于2019-07-17） （英语）.
10. ↑  . The register. 2001-05-18. （原始内容存档于2019-07-17） （英语）.
11. ↑  Lester Haines. . 2001-05-18. （原始内容存档于2019-07-17） （英语）.